# Gaudete et exsultate
Gaudete et exsultate (Alegrai-vos e exultai!, de Mateus 5,12) é a terceira Exortação Apostólica do Papa Francisco, datada de 19 de março de 2018, Solenidade de São José, e publicada em 9 de abril de 2018 , "Sobre o chamado à santidade no mundo de hoje", com foco em encorajar a santidade na vida cotidiana . 
O documento está organizado em cinco capítulos: sobre o chamado à santidade; nas heresias do gnosticismo e do pelagianismo, descritas como "falsas formas de santidade"; nas bem-aventuranças e na santidade do Evangelho; em cinco sinais de santidade no mundo moderno e no combate espiritual contra o Diabo e discernimento.
Gaudete et exsultate segue as exortações apostólicas anteriores do Papa Francisco, Evangelii Gaudium e Amoris Laetitia. Ao contrário de seus predecessores, tem um comprimento menor, com 48 páginas, comparado com os 256 de Amoris laetitia, assim como não pós-sinodal (lançado após uma assembléia geral do Sínodo dos Bispos).
O documento foi divulgado pela Sala de Imprensa da Santa Sé em conferência de imprensa em 9 de abril de 2018, Solenidade da Anunciação, apresentada pelo arcebispo Dom Angelo De Donatis, o vigário geral para Roma, Gianni Valente, jornalista, e Paola Bignardi, da Azione Cattolica. Foi publicado em árabe, francês, inglês, espanhol, alemão, italiano, polonês e português.

## Conteúdo
- Capítulo Um: A chamada à Santidade
  - Os santos que nos encorajam e acompanham
  - Os santos ao pé porta
  - O Senhor chama
  - A ti Também
  - Tua missão em Cristo
  - A atividade que santifica
  - Mais vivos, mais humanos

- Capítulo Dois: Dois inimigos sutis da santidade
  - O gnosticismo atual
    - Uma mente sem Deus e sem carne
    - Uma doutrina sem mistério
    - Os limites da razão

  - O pelagianismo atual
    - Uma vontade sem humildade
    - Um ensinamento da Igreja frequentemente esquecido
    - Os novos pelagianos
    - O resumo da lei

- Capítulo Três: À Luz do Mestre
  - Contracorrente
    - "Felizes os pobres em espírito, porque deles é o Reino do Céu"
    - "Felizes os mansos, porque possuirão a terra"
    - "Felizes os que choram, porque serão consolados"
    - "Felizes os que têm fome e sede de justiça, porque serão saciados"
    - "Felizes os misericordiosos, porque alcançarão misericórdia"
    - "Felizes os puros de coração, porque verão a Deus"
    - "Felizes os pacificadores, porque serão chamados filhos de Deus"
    - "Felizes os que sofrem perseguição por causa da justiça, porque deles é o Reino do Céu"

  - A grande regra de comportamento
  - Por fidelidade ao Mestre
  - As ideologias que mutilam o coração do Evangelho
  - O culto que mais Lhe agrada

- Capítulo Quatro: Algumas características da santidade no mundo atual
  - Suportação, paciência e mansidão
  - Alegria e sentido de humor
  - Ousadia e ardor
  - Em comunidade
  - Em oração constante

- Capítulo Cinco: Luta, vigilância e discernimento
  - A luta e a vigilância 
    - Algo mais do que um mito
    - Despertos e confiantes
    - A corrupção espiritual

  - O discernimento
    - Uma necessidade imperiosa
    - Sempre à luz do Senhor
    - Um dom sobrenatural
    - Fala, Senhor
    - A lógica do dom e da cruz

## Resumo
Papa Francisco atribui grande importância à afirmação de que esta carta não é um tratado sobre a santidade com definições, distinções, análises ou normas sociais . Ele faz a distinção:
- "os santos que já estão na presença de Deus" e "conosco, laços de amor e comunhão" e
- "a santidade da igreja que luta": "a santidade no paciente povo de Deus, a santidade" ao lado ", aqueles que vivem perto de nós e que são um reflexo da presença de Deus, ou, em outras palavras, a classe média de Deus santidade ".

Em seus lembretes e encorajamentos, o Papa se refere a cenas da vida cotidiana em que a santidade se mostra. Ele está pensando em "pais que educam seus filhos com tanto amor", "homens e mulheres que trabalham para levar o pão de cada dia para casa", os doentes e "as religiosas mais velhas que continuam a sorrir". 
Francisco adverte contra formas exageradas de santidade, como a arrogância, a superficialidade auto-satisfeita (38), a rigidez mental, a letargia confortável, orientada para o consumidor e egoísta (111). O caminho para a santidade é para o papa uma "luta constante", que requer dos crentes um alerta e uma diferenciação eternos (158). Para cumprir essas exigências, de acordo com suas palavras, o conhecimento humano, o encontro com as Escrituras e o ensino da Igreja, são necessárias oração, paciência e abertura à transcendência (147).
O Presidente da Conferência Episcopal Alemã Cardeal Reinhard Marx resume a seguinte:
"A carta é um autêntico convite do Papa Francisco, cheio de alegria, otimismo e abertura à palavra de Deus para deixar toda a mediocridade para trás e romper. Ele deixa claro que isso é possível apenas na união e na abordagem dos seres humanos. Qualquer um que tente analisar Gaudete et exsultate do ponto de vista da política da igreja certamente ignora a intenção do Santo Padre. Mas aqueles que estão infectados com repensar suas próprias vidas e buscar uma nova maneira de buscar a santidade estão no caminho certo"Original (em alemão): Das Schreiben ist eine authentische Aufforderung von Papst Franziskus, voll Freude, Optimismus und Offenheit für Gottes Wort alles Mittelmaß hinter sich zu lassen und aufzubrechen. Dabei macht er deutlich, dass dies nur im Miteinander und im Zugehen auf die Mitmenschen möglich ist. Wer versucht, Gaudete et exsultate unter kirchenpolitischen Aspekten zu analysieren, geht mit Sicherheit an der Intention des Heiligen Vaters vorbei. Wer sich hingegen anstecken lässt, das eigene Leben zu überdenken und darin neu nach der Heiligkeit zu suchen, ist auf dem richtigen Weg— Reinhard Marx  (em alemão)